# Museu d'Història de Palma
El Museu d'Història de la Ciutat està situat al Castell de Bellver.
Es tracta d'un museu que ofereix un recorregut de tota la història i l'evolució urbana de la ciutat de Palma, des dels assentaments talaiòtics fins al segle xx.
El 1931, l'Estat espanyol va cedir el Bosc de Bellver i el Castell de Bellver a l'Ajuntament de Palma, amb vàries condicions, entre elles la construcció d'un espai museístic d'art antic.
Un cop restaurades diverses sales del castell per a la instal·lació del museu, que pretenia incorporar a la seva col·lecció el Museu de Raixa, es van anar incorporant obres com el mosaic opus tesellatum, de Bennàssar. A més a més, també es van anar incorporant les pintures i retaules que es trobaven anteriorment a la Llotja de Palma.
La guerra civil espanyola i la posterior repressió franquista van aturar les gestions relacionades amb el Museu, així com tota la política cultural duta a terme durant l'època de la Segona República. El Castell de Bellver es va convertir en una presó per a polítics i il·lustrats del moment, defensors dels ideals republicans, com Emili Darder, batlle de Palma.
L'any 1961 es va crear el Museu de Mallorca, i es van retornar a l'antic Museu d'Art Antic tots els materials arqueològics que havien estat cedits a l'Ajuntament de Palma. Finalment, al 1974, la Comissió de Cultura de l'Ajuntament de Palma va proposar la creació del Museu de la Ciutat, amb els materials que s'havien recuperat i destinat a la conservació i exposició de materials històrics relacionats amb la història de Palma. Llavors, es va iniciar la rehabilitació de les sales per a poder inaugurar de nou el museu l'any 1977.